# Шакшино (Татарстан)
 Шакшино  — село в Нижнекамском районе Татарстана. Входит в состав Нижнеуратьминского сельского поселения.

## География
Находится в центральной части Татарстана на расстоянии приблизительно 32 км по прямой на юг от районного центра города Нижнекамск у реки Уратьма.

## История
Известно с 1710 года как Каинлы Тюбяк. В 1916 году была построена Вознесенская церковь.

## Население
Постоянных жителей было: в 1897—920, в 1906—996, в 1920—1005, в 1926—719, в 1949—295, в 1958—112, в 1970—193, в 1979—101, в 1989 — 8, в 2002 − 5 (русские 100 %), 13 в 2010, 0 в 2020.